# North American Baptist Conference
Die North American Baptist Conference (NABC) (deutsch: Nordamerikanische Baptistische Konferenz) ist eine Vereinigung von Baptisten deutscher Herkunft, die in den USA und in Kanada leben.

## Anfänge
Die Geschichte der NABC begann 1839. In diesem Jahr gründete Konrad Anton Fleischmann eine Missionsarbeit unter deutschen Einwanderern in New Jersey und Pennsylvania. Fleischmann stammte aus der Schweiz. Aufgrund seines Bibelstudiums kam er zu der Ansicht, dass allein die Taufe aufgrund eines persönlichen Glaubensbekenntnisses eine gültige Taufe ist. Wie andere Freikirchler vertrat auch er eine Ekklesiologie, in der die Gemeinde der an Jesus Christus Glaubenden im Mittelpunkt stand. Diese Überzeugungen führten ihn zu den Baptisten. Er schloss sich ihnen an und gründete 1843 die erste deutsche Baptistenkirche. Gründungsort war Philadelphia.
1845 bildete sich von der NABC unabhängig als eigenständige baptistische Kirche die Southern Baptist Convention.

## Weitere Entwicklungen
Weitere deutsche Gemeinden entstanden in den folgenden Jahren und Jahrzehnten in Illinois, Missouri, New York und Wisconsin. 1851 luden die deutschen Baptisten zu einer Conference of Ministers und Helpers of German Churches of Baptized Christians, usually called Baptists in Philadelphia ein, der 1859 eine zweite Zusammenkunft in Springfield (Illinois) folgte. Inzwischen war auch in Kanada (Ontario) eine erste deutsche Baptistenkirche entstanden. Ihr Gründer war der Deutsch-Amerikaner August Rauschenbusch. 1865 kam es in Wilmot (Ontario) zur Gründung der NABC-Vorläuferin The General Conference of German Baptist Churches in North America. Seit 1944 trägt diese Vereinigung den heutigen Namen. Offizielle Sprache des deutschen Kirchenbundes ist seit diesem Zeitpunkt Englisch.
Anfang der 1960er Jahre spaltete sich die Progressive National Baptist Convention von der North American Baptist Conference ab. Die Frauenordination ist in der North American Baptist Conference erlaubt.

## Organisation
Die NABC ist der einzige amerikanische Kirchenbund, der grenzüberschreitend organisiert ist.

### Untergliederung
Die NABC ist untergliedert in 20 regionale associations. Diese entsenden je nach Größe Abgeordnete zu den alle drei Jahre stattfindenden Generalkonferenzen.

### Kirchenleitung
Die Generalkonferenz versteht sich als Leitung der NABC und delegiert bestimmte Aufgaben an ein Exekutivkomitee. Verwaltungssitz ist Oakbroke Terrace (Illinois).

### Statistik
Circa zwei Drittel der NABC-Gemeinden befinden sich in den USA, ein Drittel in Kanada.
Insgesamt gehören zur NABC 64.565 Mitglieder (ohne Kinder und Freunde) in 444 Ortsgemeinden.

### Pastorenausbildung
Die NABC betreibt zwei theologische Ausbildungsstätten:
- Das North American Baptist Seminary in Sioux Falls (South Dakota) / USA
- Die Taylor University College and Seminary in Edmonton (Alberta) / Kanada.

### Außenmission
Die NABC besitzt auch eine eigene Missionsgesellschaft. 2003 arbeiteten rund 70 Missionare außerhalb der Vereinigten Staaten und Kanada.